# Marcel Tinazzi
Marcel Tinazzi (* 23. November 1953 in Marnia) ist ein ehemaliger französischer Radrennfahrer und nationaler Meister im Radsport.

## Sportliche Laufbahn
Tinazzi war im Straßenradsport aktiv. Als Amateur erzielte er 50 Siege, darunter zwei Etappensiege in der Tour du Roussillon 1976. 1977 wurde er Berufsfahrer im Radsportteam Velda-Flandria und blieb bis 1985 als Radprofi aktiv. Danach startete er wieder als Amateur. 1977 siegte er in der nationalen Meisterschaft im Straßenrennen vor René Bittinger. 1980 war er im Etappenrennen Tour de l’Aude erfolgreich. In der Tour Méditerranéen gewann er 1981 eine Etappe. Das Eintagesrennen Bordeaux–Paris gewann Tinazzi 1982. Dritte Plätze holte er im Circuit du Sud-Ouest 1977, im Grand Prix de Plouay 1978, in der Tour Méditerranéen  1981, im Critérium International 1982 sowie im Grand Prix d’Aix-en-Provence 1983.
Die Tour de France fuhr er dreimal. 1978 wurde er 59., 1981 13. und 1983 43. der Gesamtwertung. Im Giro d’Italia 1979 kam er auf den 40. Rang.